# 金融超市
金融超市指银行将其经营的各种产品和服务进行有机整合，并通过与保险、证券、评估、抵押登记、公证等多种社会机构和部门协作，向个人客户提供的一种涵盖众多金融产品与增值服务的一体化经营方式。
- 金融超市可以使顾客更加方便、快捷地“购买”到所需的各种银行产品，还能享受其所有服务。
- 金融超市是一种个人金融业务经营管理方式和服务模式的创新，能够使银行的个人业务获得了迅速发展。
- 在中国，中国农业银行率先于2001年9月16日开办金融超市，目前数量已超过500家。